# 鲁佳
鲁佳（1988年7月29日—），中国围棋职业二段棋手。

## 生平
出生于湖北省武汉市。她2001年入段，2009年升为二段。她在2006年第五届世界女子圍棋賽正官庄杯上连胜李夏辰和青木喜久代。2008年-2009年获得第六、七届建橋杯冠军。曾夺2008年、2010年全国围棋团体赛冠军。2010年-2011年第一、二届姜堰黄龙士佳源杯女子围棋名人战四强。
2011年5月拜入聂卫平九段门下，正式成为其第9位入室弟子。2013年夺得第2届中国女子国手战冠军，同年与江维杰搭档获得第8届理光杯混双赛冠军。2013年10月与围棋职业四段棋手周逵结婚。